# Petalura gigantea
Petalura gigantea – gatunek ważki z rodziny Petaluridae.